# اریکا داشر
اریکا داشر (انگلیسی: Erica Dasher؛ زادهٔ ۲۷ اکتبر ۱۹۸۶) یک هنرپیشه اهل ایالات متحده آمریکا است. وی از سال ۲۰۰۸ میلادی تاکنون مشغول فعالیت بوده‌است.

## گزیده فیلمشناسی
از فیلم‌ها یا برنامه‌های تلویزیونی که وی در آن نقش داشته‌است می‌توان به آثار زیر اشاره کرد.
- سی‌اس‌آی (2013)